# Arapski konj
Arapski konj (arapski: الحصان العربي / ḥiṣān ʿarabī) pasmina je lakog konja porijeklom iz Arabije.
Arapski konj je najranija poboljšana pasmina konja, cijenjena zbog svoje brzine, izdržljivosti, ljepote, inteligencije i profinjenosti. Njegova duga povijest, uzgojen je već u 7. stoljeću u Arabiji, osigurala mu je legendarni status. Njegovi kvalitetni geni danas se nalaze u većini suvremenih pasmina lakih konja.
Arapski konj je kompaktan, relativno mali konj, male glave, ispupčenih očiju, široke njuške, snažnog hrpta i kratkih leđa. Obično ima samo 23 pršljena kralježnice, dok ostali konji imaju po 24. Prosječno je visok oko 152 cm, i prosječno težak od 360 do 450 kg. Ima jake noge i fina kopita te vrlo svilenkasto krzno, rep i grivu. Arapskih konja ima raznih mogućih nijansi boja, ali ih najviše ima sivih.
Najpoznatija ergela za njihov uzgoj nalazi se u saudijskoj regiji Nedžd, ali danas ima brojnih ergela širom svijeta koji uzgajaju jednako kvalitetne arapske konje.